# 歌謡浪曲
歌謡浪曲（かようろうきょく）とは、伴奏が三味線ではなく洋楽器でより歌うことを重視した、演芸の浪曲と歌の一ジャンルである歌謡曲の中間的形態で、戦後の高度成長期に大きく膨らんだスタイルである。

## 概要
浪曲のもともと持っていた自由奔放・融通無碍な特質により、浪曲と歌謡曲の中間的形態が生まれ、浪曲界においても主流となっていく。背景には、マイクロフォンの発達により、白声を必ずしも必須としなくなった浪曲界という事情が控えている。先駆として、洋楽器伴奏で演じた「楽浪曲」宮川松安や、初代筑波武蔵など。戦中になると、木村若衛の「歌謡浪曲」と銘打った試みや、軍歌入りの浪曲となる。戦後になると「歌謡節」を各人が創設する。1955年ヒットの浪謡曲芙蓉軒麗花の「ろうきょく炭坑節」などである。
ラジオ浪曲も全盛を過ぎ、小屋自体の数が減った寄席や同じく減った通常の巡業より、一流大家ばかりが競演する浪曲大会が増えてきた1957年（昭和32年）ごろを境に、若手の修業する機会は急速に失われていく。スタンスの取り方はさまざまであった。
当時若手浪曲師の三波春夫や村田英雄などは、伴奏が洋楽器でより歌うことを重視した歌謡浪曲を歌って、歌謡曲の1ジャンルである演歌と呼ばれる分野へと転じた。
そのスタイルはマイクロフォンを持ち、洋楽器を伴奏に直立で「歌う」もので、合い間にセリフ（浪曲でいうタンカ、または歌謡曲のアンコ）が入る。また、興業という面に於いては、曲師を用いず、テープ等音源を浪曲師のタイミングで適切に送り出す役目のオペレータの存在が重要となる。
女流では関東の天津羽衣や二葉百合子、関西の二代目春野百合子、冨士月の栄、三代目日吉川秋水などの大きな流れ自体がほぼ歌謡浪曲そのものであった。つまり、浪曲界に籍を置きながら（三味線伴奏の旧来の浪曲も演じながら）、同時に歌謡界にも存在を示す（洋楽器伴奏の浪曲、または浪曲の色が薄い歌もリリースする）事が、特に女流においては主流となっていた。後に入門する弟子たちも境目をあまり大きく意識することなく、演歌歌手から浪曲師へ転じる例・兼業する例は近年においても珍しいものではない。
また男性では、関西の真山一郎が浪曲界の中で歌謡浪曲を専ら演じているのが特筆される。 相三味線を用いず、オペレータを明記し、使うのは真山一門の唯一無二の特徴である。
そして歌謡浪曲は演歌の一ジャンルとして定着し、現在も中村美律子や三原佐知子、坂本冬美や島津亜矢などの歌い手が続く状況である。また北島三郎や森進一なども歌謡浪曲の影響が大きいと言われ、そのジャンルに入れる場合もある。
また、セリフ入り（いわゆるアンコ入り）の歌謡曲は、歌謡浪曲スタイルの影響といってよい。
演歌としての大ヒット曲に浪曲の名跡を継いだ二代目木村友衛の「浪花節だよ人生は」があり、広義では同じ枠組みであるが、セリフがないなど歌謡浪曲の範疇には入れられていないことが多い。
歌謡浪曲が辿った道を考えれば、このジャンルを確立したのは三波春夫である。
1957年に浪曲師から歌手に転向した三波春夫は、浪曲界の先輩達が作り上げてきた珠玉のメロディーを後世に残したいと願い、それらを生かした歌謡浪曲を自ら作詞作曲。生涯で40作以上の作品を生み出し、自ら歌い語り演じた。単に歌謡浪曲とは言わず、ネーミングはこだわりをもって「長編歌謡浪曲」とした。
三波春夫亡き後、長女の三波美夕紀が若手の歌手に長編歌謡浪曲を教えている。教えを受けている歌手の筆頭は、三山ひろし。三山は三波春夫が大好きで「歌の父」と呼び、自分のコンサートでは必ず長編歌謡浪曲を歌う。
その他には山内惠介、市川由紀乃、辰巳ゆうと、二見颯一、羽山みずき、彩青、朝花美穂らが居る。

## 代表的な曲
浪曲畑
- 元禄名槍譜 俵星玄蕃 - 三波春夫
- 王将 - 村田英雄
- 岸壁の母 - 二葉百合子
- 刃傷松の廊下 - 真山一郎
- 河内十人斬り - 初代京山幸枝若
- 原爆の母 - 天津羽衣
- 梅川忠兵衛 - 二代目春野百合子
- ろうきょく炭坑節 - 芙蓉軒麗花
- 三笠優子が木馬亭の浪曲定席に登場。松平国十郎の弟子。

歌謡曲畑
- 畠山みどり - 浪曲の修行経験は確認されていない。
- 浪曲子守唄 - 一節太郎。同曲は千葉真一主演の映画『子守唄シリーズ』としてシリーズ化された。
- 氷川きよしの一連の股旅もの、と「浪曲一代」。